# تشرن
تشرن هي قرية في مقاطعة ميانة، إيران. عدد سكان هذه القرية هو 333 في سنة 2006.